# Rosario kommun, Sonora
Rosario är en kommun i Mexiko.   Den ligger i delstaten Sonora, i den nordvästra delen av landet, 1 400 km nordväst om huvudstaden Mexico City.
Följande samhällen finns i Rosario:
- Rosario
- Cedros
- El Sauz